# John Cougnard
John Cougnard (* 18. September 1821 in Vernier; † 9. Juni 1896 in Genf) war ein Schweizer evangelischer Geistlicher und Hochschullehrer.

## Leben

### Familie
John Cougnard war der Sohn des Landwirts und Gutsverwalters Jean-Louis Cougnard und dessen Ehefrau Jeanne-Françoise (geb. Bouvier).
Er war seit 1846 mit Elizabeth-Louise-Françoise, Tochter des Pfarrers François Henry, verheiratet.

### Werdegang
John Cougnard immatrikulierte sich 1840 zu einem Theologiestudium an der Académie de Genève und beendete es 1845; im gleichen Jahr wurde er ordiniert. Während des Studiums war sein Kommilitone Henri-Frédéric Amiel.
1849 wurde er Feldgeistlicher der Genfer Miliz, bevor er von 1851 bis 1865 Pfarrer in Genf wurde; in dieser Zeit war er von 1852 bis 1853 Sekretär der Compagnie des pasteurs.
Er war von 1855 bis 1867 sowie von 1871 bis 1883 Mitglied der Genfer Synode.
1865 wurde er zum Professor für christliche Moraltheologie und praktische Philosophie an die Universität Genf berufen und war bis zu seinem Tod in diesem Lehramt.

### Berufliches Wirken
John Cougnard war, gemeinsam mit Auguste Chantre, die treibende Kraft des liberalen Genfer Protestantismus und arbeitete von 1870 bis 1880 für dessen offizielles Organ, die Alliance libérale. Er war ein bekannter Prediger und Redner sowie der Verfasser verschiedener Predigten und Vorträge und vertrat ein undogmatisches Christentum; sein Bestreben war, die christliche Botschaft auf ihre "ursprüngliche Einfachheit" zurückführen.
Er war strikt gegen die Trennung von Kirche und Staat und predigte hierzu 1880 in zwei Predigten. (siehe auch: Geschichte des Kantons Genf#1864–1880: Kulturkampf)

## Schriften (Auswahl)
- Thèses sur les mystères de la religion chrétienne: présentées à la Vénérable Compagnie de Pasteurs. Genf 1845.
- Quatre conférences sur le christianisme, pêchées dans le Temple de la Fusterie en mars et avril 1855 devant un auditoire d'hommes. Genf 1855.
- Conférences sur l'église: suivies de trois sermons. Genf 1859.
- Le culte de Mammon. Genf 1859.
- La vraie liberté. Genf 1860.
- La science et l'Eglise: discours aux étudiants en Théologie Le 23 Octobre 1865. Genf 1865.